# Boulangère d'Aljubarrota
 (août 2023).
Si vous disposez d'ouvrages ou d'articles de référence ou si vous connaissez des sites web de qualité traitant du thème abordé ici, merci de compléter l'article en donnant les références utiles à sa vérifiabilité et en les liant à la section « Notes et références ».

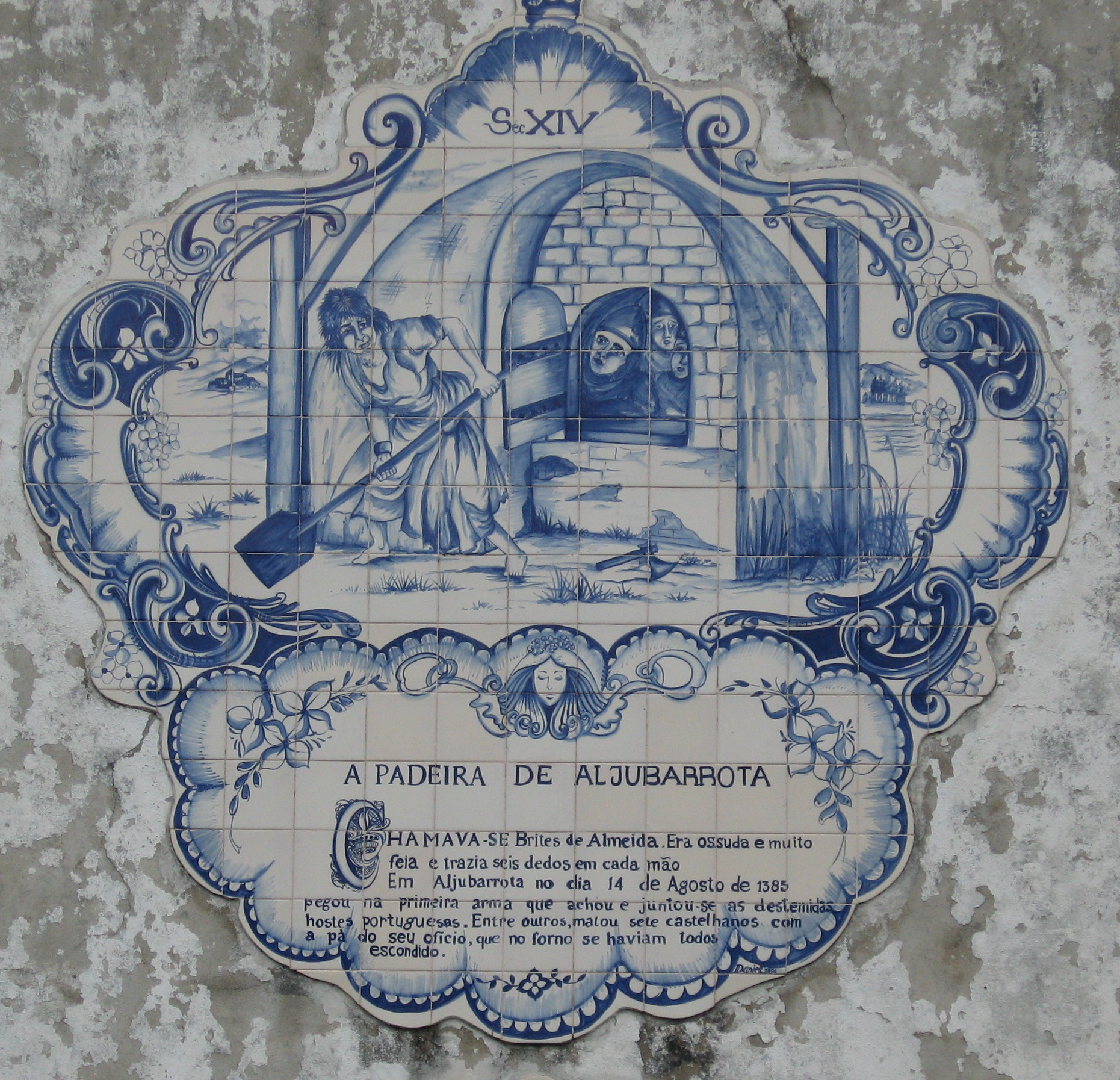
Portrait situé à Aljubarrota de la boulangère d'Aljubarrota avec des azulejos contant son histoire. Chamava-se Brites de Almeida. Era ossuda e muito feia e trazia seis dedos em cada mão. Em Aljubarrota no dia 14 de Agosto de 1385 pegou na primeira arma que achou e juntou-se as destemidas hostes portuguesas. Entre outros, matou sete castelhanos com a pá do seu oficio, que no forno se haviam todos escondido. (Elle s'appelait Brites de Almeida. Elle était bien charpentée, très laide et avait six doigts à chaque main. A Aljubarrota le 14 août 1385 elle tapa avec la première arme qu'elle trouva et se joignit aux opiniâtres hôtesses portugaises. Entre autres, elle tua sept castillans avec sa pelle de travail, qui s'étaient tous cachés dans le four.)

Brites de Almeida, la boulangère d'Aljubarrota (Padeira de Aljubarrota), fut une héroïne légendaire portugaise dont le nom est associé à la victoire de l'armée portugaise contre l'armée castillane lors de la bataille d'Aljubarrota en 1385. Avec sa pelle de boulangère, elle aurait tué sept castillans cachés dans son four.

## Légende

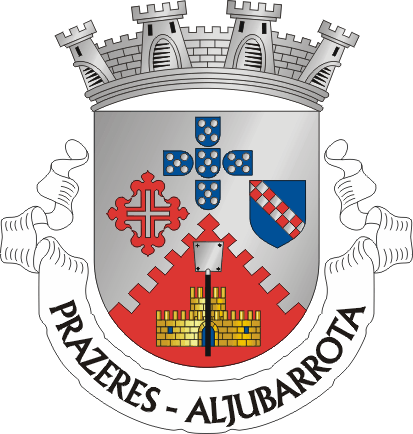
Blason de la freguesia (unité administrative au Portugal) de Prazeres de Aljubarrota avec la pelle de Brites sur l'écu.

Brites de Almeida serait née à Faro (Algarve) en 1350, de parents pauvres propriétaires d'une petite taverne. La légende raconte que depuis toute petite, Brites s'est révélée être une femme corpulente, bien charpentée et laide, avec un nez crochu, une grande bouche et des cheveux crépus. Elle était alors taillée pour être une femme déterminée, courageuse, et, d'une certaine manière, perturbatrice.
Elle aurait eu six doigts, ce qui aurait mis en joie ses parents car ils pensaient avoir à la maison une future femme très travailleuse. Cependant, ce ne fut pas le cas, étant donné que Brites aurait empoisonné la vie de ses géniteurs, qui par ailleurs moururent précocement. Elle aurait donc été orpheline à 26 ans, ce qui ne l'aurait pas beaucoup attristée.
Brites vendit le peu de biens qu'elle possédait pour épouser une vie errante, de foire en foire. Les aventures qu'elle a supposément vécues sont nombreuses, de la mort d'un prétendant au fil de sa propre épée à la fugue en Espagne à bord d'un bateau assiégé par des pirates algériens qui l'ont vendue comme esclave à un chef puissant de Mauritanie.
Au terme d'une vie légendaire peu vertueuse et confuse, elle aurait fini par se fixer à Aljubarrota où elle serait devenue propriétaire d'une boulangerie et se serait mariée avec un paysan des environs, prenant ainsi la voie d'une vie plus honnête. Elle serait présente dans le village lors de la bataille d'Aljubarrota entre l'armée portugaise et l'armée castillane. Ces derniers mis en déroute, sept d'entre eux fuirent du champ de bataille pour se réfugier dans les parages. Ils trouvèrent un abri, dans la maison de Brites, qui était alors vide car celle-ci aurait quitté sa maison pour aider dans les escarmouches.
Quand Brites revint, ayant trouvé la porte fermée, elle sentit la possibilité de la présence d'ennemis et entra, énervée, à la recherche des castillans. Elle aurait trouvé les sept hommes cachés à l'intérieur de son four. Les sommant de partir et de se rendre, et voyant qu'ils ne répondaient pas car faisant semblant de dormir ou de ne pas comprendre, elle les battit avec sa pelle et ainsi les tua. Il se dit aussi que, après l'affaire, Brites aurait réuni un groupe de femmes et constitué une sorte de milice qui poursuivait les ennemis et les tuait sans pitié.
Les historiens ont en ligne de mire que Brites de Almeida reste une légende mais malgré tout, il est indéniable que l'histoire de cette boulangère devint célèbre et Brites fut convertie en personnage légendaire au Portugal, une héroïne célébrée par les Portugais dans leurs chansons et histoires traditionnelles.